# Gift Kampamba
Gift Kampamba Muntanga (ur. 28 grudnia 1980) – zambijski piłkarz grający na pozycji pomocnika.

## Kariera klubowa
Karierę piłkarską Kampamba rozpoczął w klubie Nkana FC z miasta Kitwe. W jego barwach zadebiutował w zambijskiej Premier League. W klubie tym grał do 2000 roku. W 1999 roku wywalczył z nim mistrzostwo Zambii. Z Nkaną sięgnął także po Challenge Cup (1998, 1999, 2000) i Tarczę Dobroczynności (2000).
W 2000 roku Kampamba odszedł do południowoafrykańskiego Mamelodi Sundowns FC. Grał w nim przez 2 sezony, a w 2002 roku przeszedł do rosyjskiego FK Rostów. W 2003 roku dotarł z nim do finału Pucharu Rosji, w którym Rostów uległ 0:1 Spartakowi Moskwa. W Rostowie grał do 2005 roku, a następnie stał się zawodnikiem malezyjskiego Sabah FA.
W 2008 Kampamba wrócił do Nkany FC. Następnie do 2009 roku grał w RPA, w zespole Mpumalanga Black Aces FC. W 2009 roku podpisał kontrakt z Green Buffaloes.

## Kariera reprezentacyjna
W reprezentacji Zambii Kampamba zadebiutował w 1998 roku. W 2002 roku był powołany do kadry na Puchar Narodów Afryki 2002. Zagrał na nim w 3 meczach: z Tunezją (0:0), z Senegalem (0:1) i z Egiptem (1:2), w którym strzelił gola. W kadrze narodowej do 2005 roku. Rozegrał w niej 31 meczów i strzelił 3 gole.